# خط اصلی جنوب غربی
خط اصلی جنوب غربی (به انگلیسی: South Western Main Line) یکی از خطوط راه‌آهن در کشور انگلستان است.
این خط از شهر لندن شروع شده و در شهر ویموث به پایان میرسد.

## نگارخانه

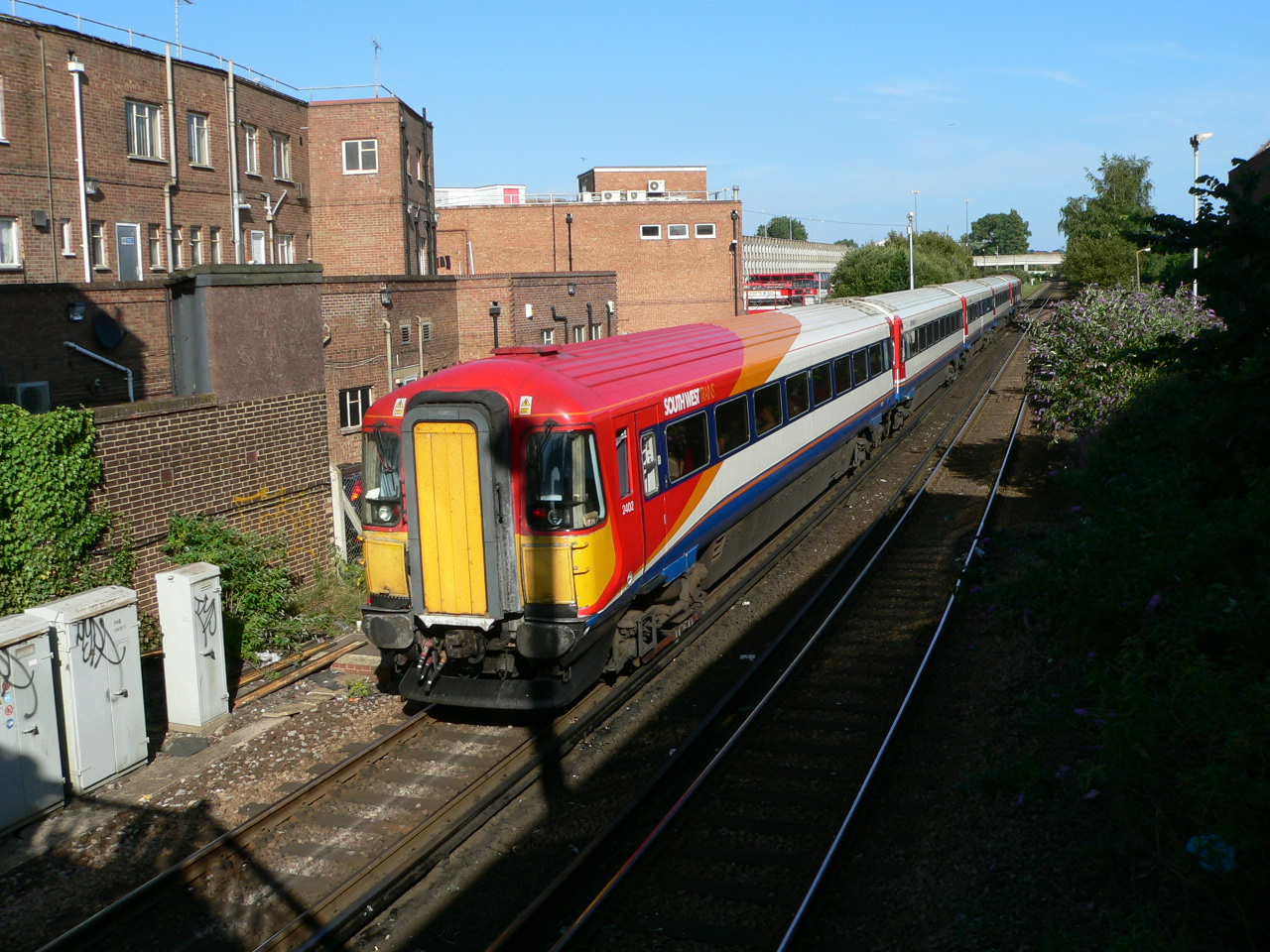
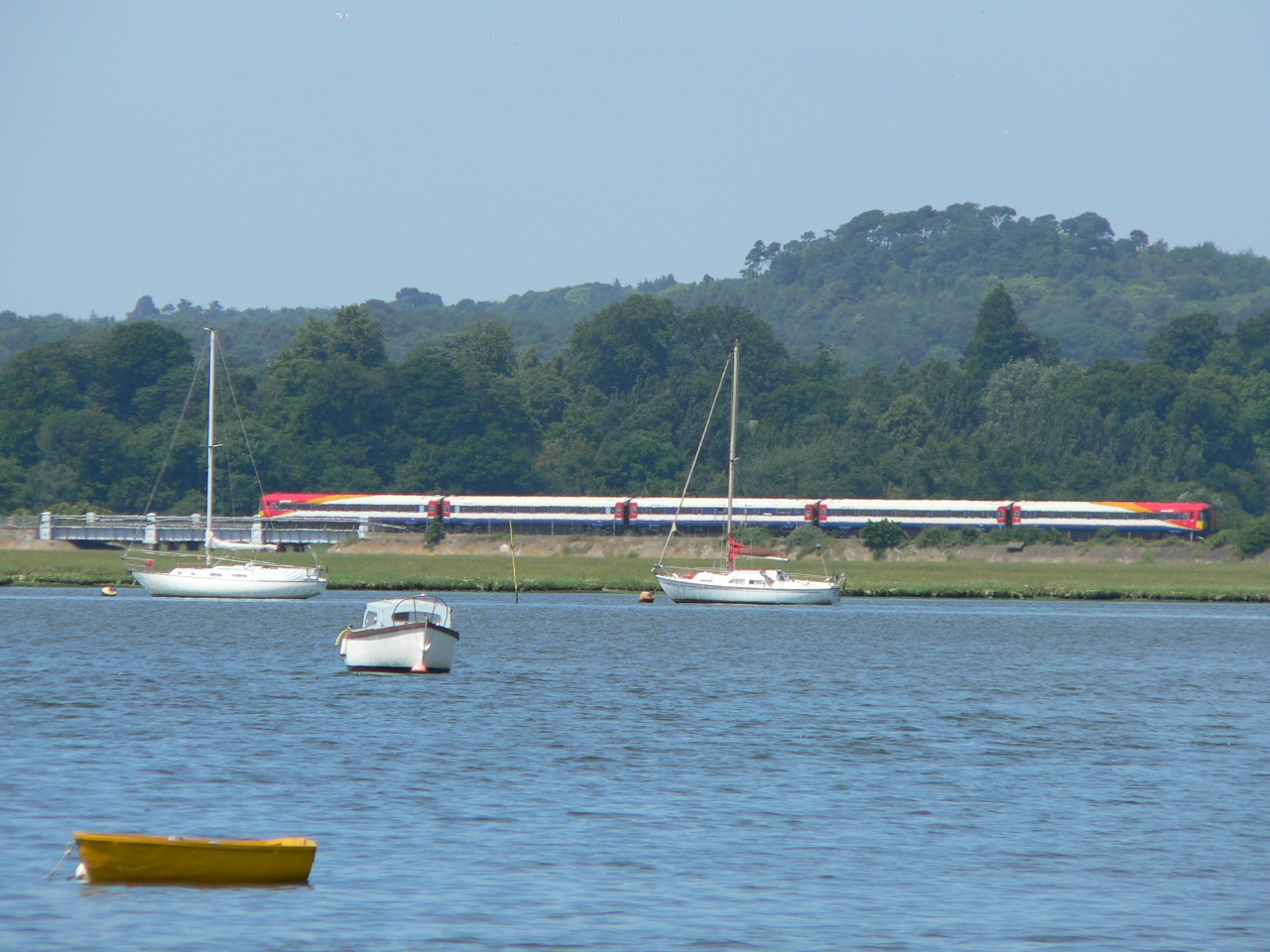
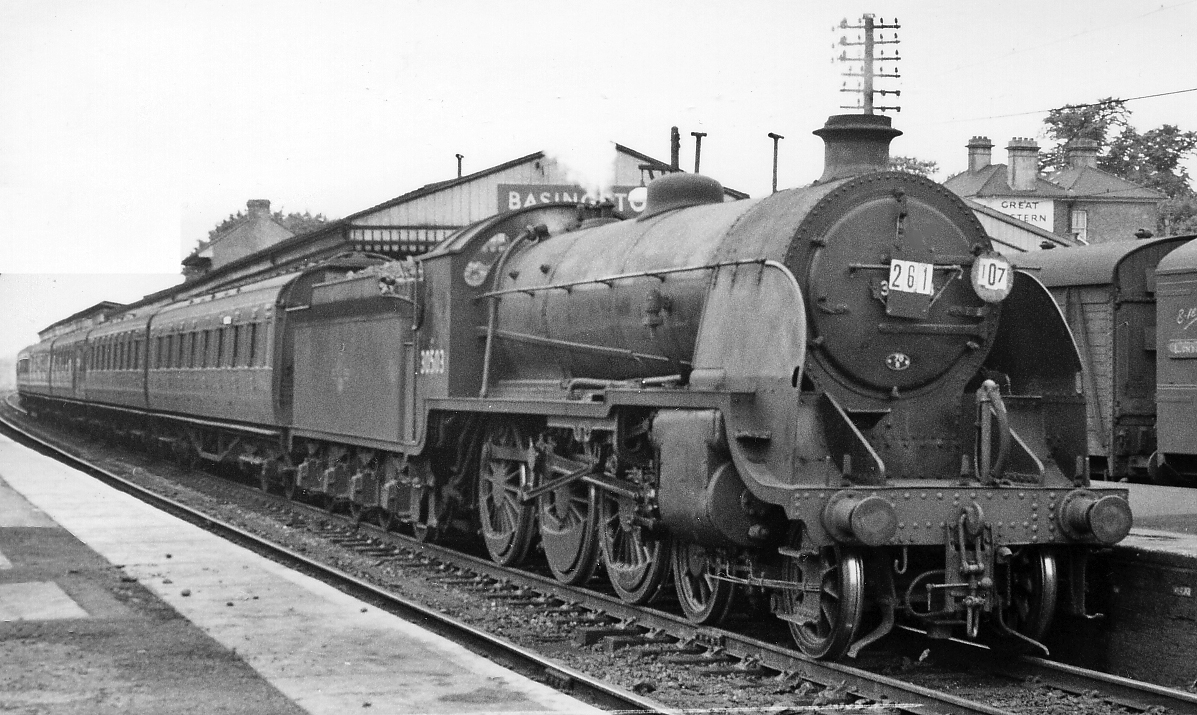
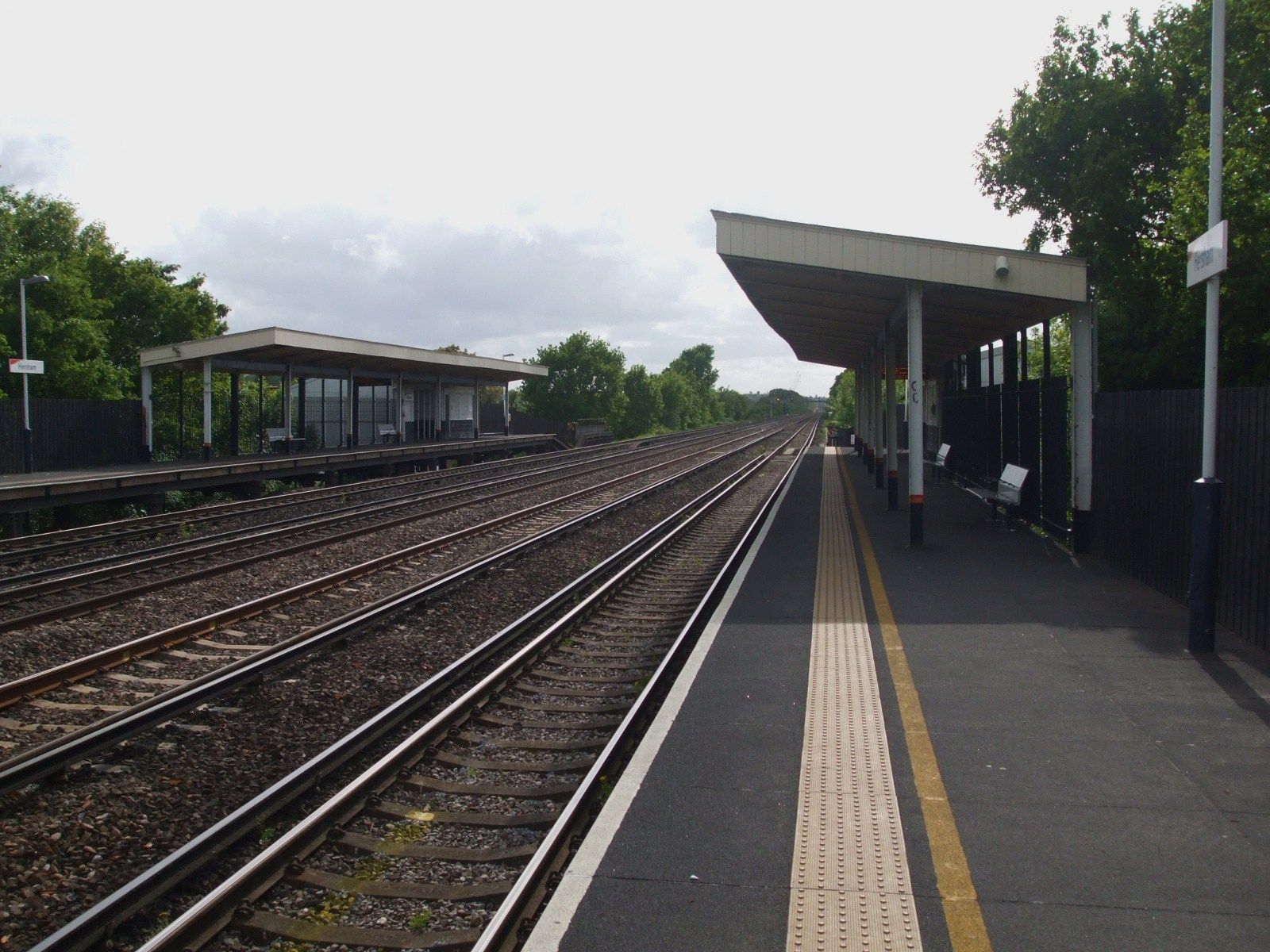